# Boulazac-Isle-Manoire (comuna suprimida)
Boulazac-Isle-Manoire era una comuna nueva francesa que estaba situada en el departamento de Dordoña, de la región de Nueva Aquitania.

## Historia
Fue creada el 1 de enero de 2016, en aplicación de una resolución del prefecto de Dordoña de 14 de diciembre de 2015 con la unión de las comunas de Atur, Boulazac y Saint-Laurent-sur-Manoire, pasando a estar el ayuntamiento en la antigua comuna de Boulazac.
El 1 de enero de 2017 fue suprimida al fusionarse con la comuna de Sainte-Marie-de-Chignac, pasando sus comunas delegadas a formar parte de la comuna nueva de Boulazac-Isle-Manoire.

## Demografía
| Gráfica de evolución demográfica de Boulazac-Isle-Manoire entre 1800 y 2013 |
|                                                                             |

Los datos entre 1800 y 2013 eran el resultado de sumar los parciales de las tres comunas que formaban la nueva comuna de Boulazac-Isle-Manoire, cuyos datos se han cogido de 1800 a 1999, para las comunas de Atur, Boulazac y Saint-Laurent-sur-Manoire de la página francesa EHESS/Cassini. Los demás datos se han cogido de la página del INSEE.

## Composición
| Comuna delegada           | Código INSEE | Población (2013) | Superficie (km²) | Densidad (hab./km²) |
| ------------------------- | ------------ | ---------------- | ---------------- | ------------------- |
| Atur                      | 24013        | 1901             | 19.13            | 99                  |
| Boulazac                  | 24053        | 6851             | 14.58            | 470                 |
| Saint-Laurent-sur-Manoire | 24439        | 945              | 10.44            | 91                  |